# Robby Müller
ide írd a formázatlan szöveget
Robby Müller (Willemstad, Curaçao, 1940. április 4. – Amszterdam, 2018. július 3.) holland operatőr.

## Fontosabb filmjei
- Alabama: 2000 fényév (Alabama (2000 Light Years)) (1969, rövidfilm)
- Nyár a városban (Summer in the City) (1970)
- A kapus félelme a tizenegyesnél (Die Angst des Tormanns beim Elfmeter) (1972)
- A skarlát betű (Der scharlachrote Buchstabe) (1973)
- Alice a városban (Alice in den Städten) (1974)
- Téves mozdulat (Falsche Bewegung) (1975)
- Az idő múlása (Im Lauf der Zeit) (1976)
- Az amerikai barát (Der amerikanische Freund) (1977)
- Country Texasban (Honeysuckle Rose) (1980)
- És mindenki nevetett (They All Laughed) (1981)
- Segítő kezek (Repo Man) (1984)
- Párizs, Texas (Paris, Texas) (1984)
- Élni és meghalni Los Angelesben (To Live and Die in L.A.) (1985)
- Dollárgalopp (The Longshot) (1986)
- Törvénytől sújtva (Down by Law) (1986)
- Törzsvendég (Barfly) (1987)
- Fekete mágia (The Believers) (1987)
- A kisördög (Il piccolo diavolo) (1988)
- Mystery Train (1989)
- Jegyzetek városokról és ruhákról (Aufzeichnungen zu Kleidern und Städten) (1989, dokumentumfilm)
- Korczak (1990)
- A világ végéig (Bis ans Ende der Welt) (1991)
- Veszett kutya és Glória (Mad Dog and Glory) (1993)
- Amikor a disznók repülnek (When Pigs Fly) (1993)
- Utolsó esély (Hoogste tijd) (1995)
- Halott ember (Dead Man) (1995)
- Túl a felhőkön (Al di là delle nuvole) (1995, Wim Wenders része)
- Hullámtörés (Breaking the Waves) (1996)
- A tangó lecke (The Tango Lesson) (1997)
- Összetört képmás (Shattered Image) (1998)
- Szellemkutya (Ghost Dog: The Way of the Samurai) (1999)
- Táncos a sötétben (Dancer in the Dark) (2000)
- Non-stop party arcok (24 Hour Party People) (2002)
- Kávé és cigaretta (Coffee and Cigarettes) (2003)
- Európa-képek (Visions of Europe) (2004)